# Albraunia
Albraunia – rodzaj roślin z rodziny babkowatych (Plantaginaceae). Obejmuje 3 gatunki występujące w południowo-zachodniej Azji. 

## Systematyka
Pozycja według APweb (aktualizowany system APG III z 2009)
Jeden z rodzajów plemienia Antirrhineae z rodziny babkowatych (Plantaginaceae) z rzędu jasnotowców (Lamiales) należącego do dwuliściennych właściwych. Gatunki tu zaliczane bywają włączane do rodzaju wyżlin Antirrhinum jako sekcja Ceratotheca F. Nábelek.
Wykaz gatunków
- Albraunia foveopilosa Speta
- Albraunia fugax (Boiss. & Noë) Speta
- Albraunia psilosperma Speta